# جورج باترسون (صانع إعلانات)
جورج باترسون (بالإنجليزية: George Patterson)‏ هو صانع إعلانات ‏ أسترالي، ولد في 24 أغسطس 1890، وتوفي في 19 ديسمبر 1968.